# Drepanogynis thieli
Drepanogynis thieli là một loài bướm đêm trong họ Geometridae.